# Саду
Вижте пояснителната страница за други значения на Саду.
Саду (на румънски: Sadu) е село в централна Румъния, единствено селище в община Саду на окръг Сибиу. Населението му е около 2 500 души (2002).
Разположено е на 636 метра надморска височина в южния край на Трансилванското плато, на 14 километра южно от град Сибиу и на 110 километра западно от Брашов. Селището съществува от Средновековието.

## Известни личности
Родени в Саду
- Самуил Мику-Клайн (1745 – 1806), филолог